# Пјер Ремон де Монмор
Пјер Ремон де Монмор (фр. Pierre Rémond de Montmort) био је француски математичар, рођен у Паризу 27. октобра 1678, а умро у Паризу 7. октобра 1719. године. Његово име је првобитно било само Пјер Ремон (Rémond или Raymond). Његов отац га је притискао да упише права, али он се побунио и отпутовао у Енглеску и Немачку. У Француску се вратио 1699. године где је, пошто је добио велико наследство од свог оца, купио посед и узео име де Монмор. Био је пријатељ са неколицином других знаменитих математичара, посебно са Николасом Бернулијем, који је сарађивао са њим док је био у посети његовом поседу. Изабран је за члана Краљевског друштва 1715. године, док је поново био у Енглеској, а постао је и члан Француске академије наука 1716. године.
Де Монмор је познат по својој књизи о вероватноћи и играма на срећу, у којој је први пут уведено комбинаторно проучавање дисмутација. Такође је познат по томе што је дао назив Паскаловом троуглу по Блезу Паскалу, називајући га "Table de M. Pascal pour les combinaisons."
Још једна од тема де Монморових интереса биле су коначне разлике. Одредио је 1713. године суму n чланова коначног реда облика
{\displaystyle na+{\frac {n(n-1)}{1\cdot 2}}\Delta a+{\frac {n(n-1)(n-2)}{1\cdot 2\cdot 3}}\Delta ^{2}a+\cdots ,}
где је Δ оператор разлике унапред. Ову теорему је независно поново открио Кристијан Голдбах 1718. године

## Одабране публикације
- (1708). Essay d'analyse sur les jeux de hazard. Paris: Jacque Quillau. Seconde Edition, Revue & augmentée de plusieurs Lettres. Paris: Jacque Quillau. 1713.}-